# Campeonato Panamericano de Taekwondo de 2012
El XVII Campeonato Panamericano de Taekwondo se celebró en Sucre (Bolivia) en 2012 bajo la organización de la Unión Panamericana de Taekwondo.
En total se disputaron en este deporte dieciséis pruebas diferentes, ocho masculinas y ocho femeninas.

## Resultados

### Masculino
| Evento | Oro                           | Plata                                      | Bronce                                                                      |
| ------ | ----------------------------- | ------------------------------------------ | --------------------------------------------------------------------------- |
| –54 kg | Sherpa Tashi Estados Unidos   | Harold Avella · Colombia                   | Edward Espinosa · República Dominicana · Jackson Carroll · Canadá           |
| –58 kg | Guilherme Dias Alves · Brasil | Heiner Oviedo Moreira · Costa Rica         | César Kelly Martínez · República Dominicana · Óscar Muñoz Oviedo · Colombia |
| –63 kg | Abel Mendoza Mora · México    | Jairo Rijo Severino · República Dominicana | Marcel Ferreira · Brasil · Olie Burton · Estados Unidos                     |
| –68 kg | Idulio Islas Gómez · México   | Siddhartha Bhat · Canadá                   | Mario Guerra Salinas · Chile · Luis Esteban Colón · Puerto Rico             |
| –74 kg | Maxime Potvin · Canadá        | Mark López Estados Unidos                  | Fernando García · Argentina · Wilkin Heredia · República Dominicana         |
| –80 kg | Yair Medina Ortiz · Colombia  | Sergio Gurrola Álvarez · México            | Agustín Alves Argentina Juan Arnaldo Sánchez Puerto Rico                    |
| –87 kg | Jason Neville Estados Unidos  | Carlos Liebig · Chile                      | Moisés Molinares · Colombia · Marc-André Bergeron · Canadá                  |
| +87 kg | Olivier Pineau · Canadá       | Kristopher Moitland · Costa Rica           | Stephen Lambdin · Estados Unidos · Ocelotzin Sánchez Enríquez · México      |

### Femenino
| Evento | Oro                                 | Plata                                      | Bronce                                                               |
| ------ | ----------------------------------- | ------------------------------------------ | -------------------------------------------------------------------- |
| –46 kg | Yvette Yong · Canadá                | Katia Arakaki · Brasil                     | Victoria Álvarez Acuña · Chile · Itzel Manjarrez · México            |
| –49 kg | Carola López Argentina              | Margarita Espinoza Morales · México        | Julissa Diez Canseco · Perú · Charlotte Craig · Estados Unidos       |
| –53 kg | Simone DeVito Estados Unidos        | Disnansi Polanco · República Dominicana    | Diana Lara Núñez · México · Gladys Mora · Colombia                   |
| –57 kg | Evelyn Gonda · Canadá               | Yeny Contreras · Chile                     | Doris Patiño · Colombia · Yelissa Montes Cruz · República Dominicana |
| –62 kg | Jade Taillon · Canadá               | Carla Salinas Argentina                    | Paulina Baliñas · México · Julia Santos · Brasil                     |
| –67 kg | Katherine Dumar Portacio · Colombia | Sanaz Shahbazi Estados Unidos              | Alexis Arnoldt · Argentina · Ana Sarahí Pérez · México               |
| –73 kg | Lauren Cahoon Estados Unidos        | Deysi Montes de Oca · República Dominicana | Sandra Vanegas · Colombia · Natali Hernández Correa · México         |
| +73 kg | Guadalupe Ruiz López · México       | Katherine Rodríguez · República Dominicana | Chanel Nguyen Estados Unidos Paula Wegscheider Argentina             |

## Medallero
| Núm. | País                 | Oro | Plata | Bronce | Total |
| ---- | -------------------- | --- | ----- | ------ | ----- |
| 1    | Canadá               | 5   | 1     | 2      | 8     |
| 2    | Estados Unidos       | 4   | 2     | 4      | 10    |
| 3    | México               | 3   | 2     | 6      | 11    |
| 4    | Colombia             | 2   | 1     | 5      | 8     |
| 5    | Argentina            | 1   | 1     | 4      | 6     |
| 6    | Brasil               | 1   | 1     | 2      | 4     |
| 7    | República Dominicana | 0   | 4     | 4      | 8     |
| 8    | Chile                | 0   | 2     | 2      | 4     |
| 9    | Costa Rica           | 0   | 2     | 0      | 2     |
| 10   | Puerto Rico          | 0   | 0     | 2      | 2     |
| 11   | Perú                 | 0   | 0     | 1      | 1     |
|      | TOTAL                | 16  | 16    | 32     | 64    |